# Europacity

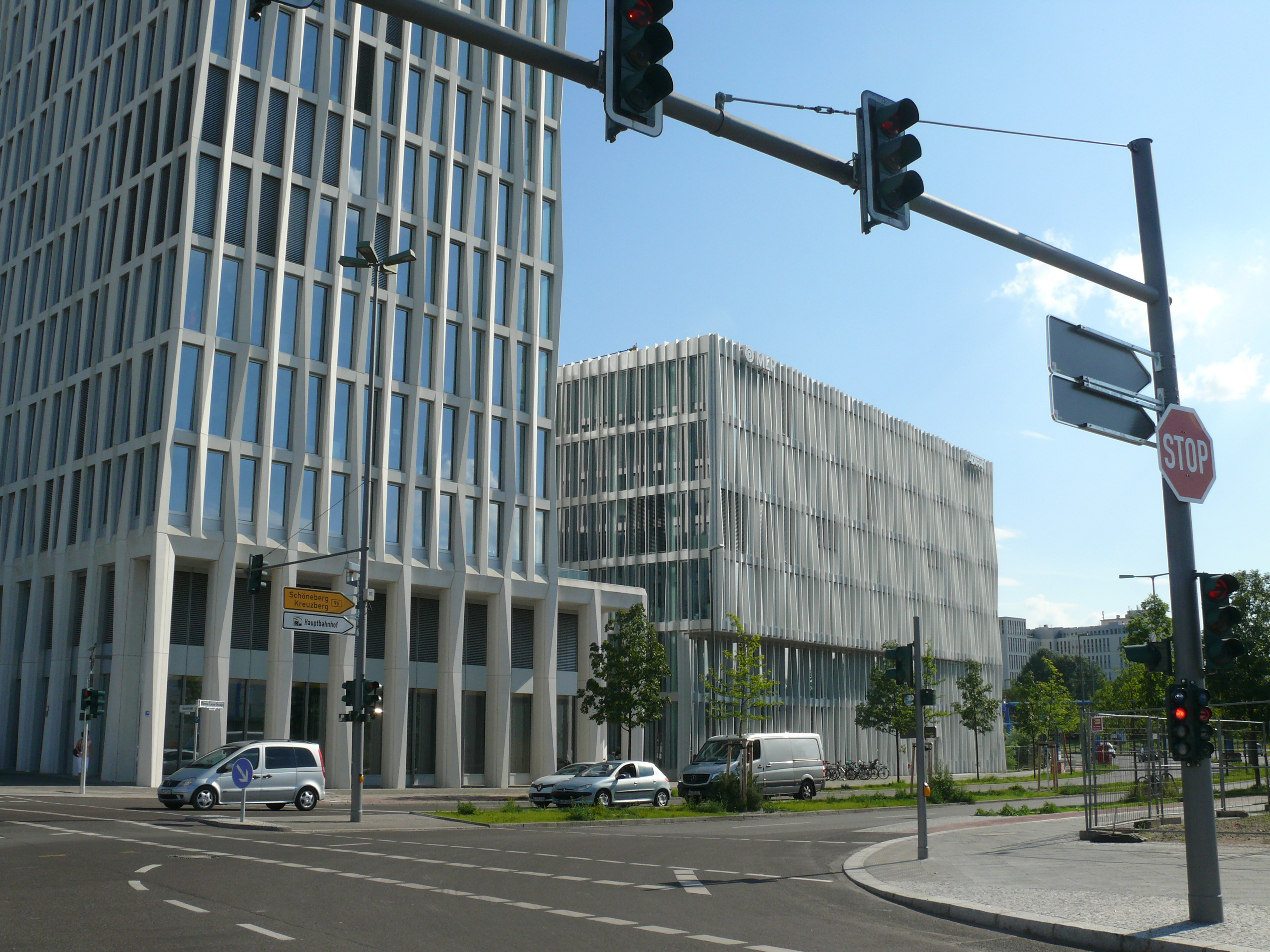
Europacity i Berlin

Europacity är ett stadsplaneringsprojekt norr om Berlin Hauptbahnhof i Berlin som bebyggs med kontor, hotell, parker, butiker, offentliga byggnader och bostäder. Projektet är ett av de största ombyggnadsprojekten i Europa under 2010-talet. En helt ny S-Bahnlinje dras genom området med ny station. 